# Квитневое (Броварский район)
Квитневое (укр. Квітневе, до 2016 г. — Димитрово) — село, входит в Броварский район Киевской области Украины. В 1992 году юго-восточная часть села Перемога выделена в отдельное село Димитрово. Основатель поселка Великий Илья Судомора. 
Население по переписи 2001 года составляло 788 человек. Почтовый индекс — 07402. Телефонный код — 4594. Занимает площадь 0,68 км². Код КОАТУУ — 3221255603. Входит в Калиновский поселковый совет, который до 2003 года был сельским, село имело код 3221283203.
В селе расположен ж/д остановочный пункт Квитневый.

## Местный совет
07443, Киевская обл., Броварской р-н, пгт. Калиновка, ул. Черниговская, 20